# Io e la tigre
Io e la tigre sono un duo musicale italiano formatosi in Emilia-Romagna nel 2013 e composto da Io, pseudonimo di Aurora Ricci e Tigre, pseudonimo di Barbara Suzzi.

## Carriera
Nel 2014 pubblicano per l'etichetta Bomba Dischi il loro EP di debutto Io e la tigre. L'anno seguente, dopo aver firmato per la Garrincha Dischi, esce l'album di debutto 10 e 9, dal quale viene estratto Lei sa, ricevendo nel 2016 una candidatura alla Targa Tenco come miglior opera prima. Il 30 giugno 2017 arriva il secondo EP  
Per sempre e collaborano alla realizzazione di una traccia del disco Tregua 1997-2017 Stelle Buone. L'anno seguente pubblicano il secondo disco Grrr power. Nel 2019 il duo ha intrapreso un tour a livello nazionale, prendendo parte in estate al Flowers Festival insieme a Zen Circus e Giovanni Truppi.

## Formazione
- Aurora Ricci (voce, chitarra e tastiere)
- Barbara Suzzi (batteria, basso, percussioni)

## Discografia

### Album in studio
- 2015 – 10 e 9
- 2018 – Grrr power

### EP
- 2014 – Io e la tigre
- 2017 – Per sempre

### Singoli
- 2015 – I santi
- 2016 – Lei sa
- 2018 – Se entrambi i nostri aerei cadessero
- 2018 – Luna piena
- 2018 – Ieri il mondo mi è caduto addosso

## Riconoscimenti
- Candidatura alla Targa Tenco 2016 come miglior opera prima